# Universiteit van Peru voor Toegepaste Wetenschappen
De Universiteit van Peru voor Toegepaste Wetenschappen (UPC, Spaans: Universidad Peruana de Ciencias Aplicadas) is een private onderzoeksuniversiteit, gevestigd in Lima, Peru. De universiteit werd opgericht op 5 januari 1994. De eerste studie die de universiteit aanbood waren engineering, communicatiewetenschappen en architectuur. De hoofdcampus van de universiteit is gelegen in de wijk Santiago de Surco en is bekend onder de naam el Campus Monterrico.
In de QS World University Rankings van 2020 staat de Universiteit van Peru voor Toegepaste Wetenschappen op een 151-160ste plaats in de ranglijst voor Latijns-Amerika, waarmee het de 7e Peruviaanse universiteit op de lijst is.